# Bardcore
Bardcore eller tavernwave er en musikgenre, der opstod som et internetfænomen, der blev populært i 2020. De består af middelalder-inspirerede remake af populære pop- og rocksange. Sangene får i nogle tilfælde ændret teksten lidt for at passe til den middelalderlige stil, men ellers er det primært i hastighed og instrumentering, der bliver ændret.

## Historie
I december 2017 blev en bardcore-version af System of a Downs sang "Toxicity" uploadet til YouTube af Algal the Bard, og den blev set nogle millioner gange.
The Guardian datere bardcore egentlige grundlæggelse som en særkilt genre til den 20. april 2020, under nedlukningen i forbindelse med den verdensomspændende coronavisuspandemi, hvor den 27-årige tyske YouTuber Cornelius Link udgav "Astronomia (Medieval Style)". Nummeret var et remake af Tony Igys elektroniske sang "Astronomia" fra 2010, der opnåede opmærksomhed på soundtracket til coffin dance meme.
Link fulgte op nogle uger senere med en instrumental middelalderversion af Foster the Peoples "Pumped Up Kicks", med den canadiske youtuber Hildegard von Blingin' (hvis navn spiller på middelalder-komponisten Hildegard von Bingen) og genudgav den med vokal med en omskrevet tekst. I slutningen af juni var begge versioner blevet set over 4 millioner gange. Hildegard von Blingin' har også indspillet coverversioner af Lady Gagas "Bad Romance", Radioheads "Creep", Dolly Partons "Jolene", and Gotyes "Somebody That I Used to Know", hvor rytme og tekst er blevet ændret så de passer til genren.
Wu Tang Clan udbredte Bardcore-kunstneren 'Beedle the Bardcore' var at reposte hans cover af deres sang "C.R.E.A.M" på deres officielle youtubekanal.
Trenden blev fulgt op af andre youTubere inklusive Graywyck, Constantine og Samus Ordicus. Elmira Tanatarova i i-D har udtalt af bardcore "fortsætter medbringer vægten fra mange års memes om middelalderen, og det dystre mørke fra tidsperioden appellerer til Gen Z's eksistentielle humor."
I oktober 2020 indspillede Scott Mills sange med fremtrædende bardcore-kunstnere som Beedle The Bardcore, Hildegard Von Blingin’ og Stantough (hvor indspillede en version af Harry Styles' "Watermelon Sugar") i hans primetime-radioprogram på BBC Radio 1.